# Alexander Berkman
Alexander Berkman (21 tháng 11 năm 1870 - 28 tháng 6 năm 1936) là một thành viên lãnh đạo của phong trào chủ nghĩa vô chính phủ trong những năm đầu thế kỷ 20. Ông nổi tiếng vì cả các hoạt động chính trị và các tác phẩm xuất bản.
Berkman sinh ra ở Vilna trong Đế quốc Nga (Vilnius thuộc Litva ngày nay) và di cư đến Hoa Kỳ vào năm 1888. Ông sống ở thành phố New York, nơi ông tham gia vào phong trào vô chính phủ. Ông là người yêu một lần và người bạn suốt đời của nhà hoạt động theo chủ nghĩa vô chính phủ Emma Goldman. Năm 1892, thực hiện một hành vi tuyên truyền, Berkman đã ám sát bất thành doanh nhân Henry Clay Frick, và vì tội danh này ông bị tù giam 14 năm. Kinh nghiệm của ông trong tù là cơ sở cho cuốn sách đầu tiên của mình, Hồi ức của một người theo chủ nghĩa vô chính phủ.
Sau khi ra tù, Berkman làm biên tập viên tạp chí chủ nghĩa vô chính phủ của Goldman, Mẹ Trái Đất, và sau đó thành lập tạp chi của mình, The Blast. Năm 1917, Berkman và Goldman đã bị kết án hai năm tù giam vì âm mưu chống lại chính sách tòng quân mới ban hành. Sau khi được thả khỏi nhà tù, họ đã bị bắt, cùng với hàng trăm người khác và bị trục xuất về Nga. Ban đầu họ ủng hộ cuộc cách mạng Bolshevik, Berkman và Goldman sớm vỡ mộng, bày tỏ sự phản đối của họ đối với sự đàn áp của người Bolsevik sau khi cướp chính quyền và cuộc thanh trừng chính trị ở Liên Xô. Năm 1925, ông xuất bản một cuốn sách về các trải nghiệm này, The Bolshevik Myth.
Trong thời gian sống tại Pháp, Berkman tiếp tục công việc của mình trong việc hỗ trợ các phong trào vô chính phủ, sản xuất các giải trình cổ điển của nguyên tắc vô chính phủ, Now and After: The ABC of Communist Anarchism. Vì bị bệnh, Berkman đã tự sát vào năm 1936.

## Tiểu sử
Berkman có tên lúc sinh là Ovsei Osipovich Berkman ở thành phố Vilnius (lúc đó là Vilna, thuộc Vilna Governorate ở Đế quốc Nga). Ông là con út trong gia đình 4 người con trong gia đình Do Thái giàu có. Cha của Berkman, Osip Berkman, là một nhà buôn lông thành đạt, còn mẹ ông là Yetta Berkman (nhũ danh Natanson), xuất thân từ gia đình giàu có.
Năm 1877, Osip Berkman được ban quyền, là một nhà buôn thành đạt, được di chuyển từ Pale of Settlement mà người Do Thái thường bị giới hạn trong Đế quốc Nga. Gia đình đã chuyển đến Saint Petersburg, một thành phố trước đó nằm ngoài giới hạn khu vực của dân Do Thái.

### Sách tham khảo
- Avrich, Paul (1988). Anarchist Portraits. Princeton: Princeton University Press. ISBN 978-0-691-00609-3.
- Avrich, Paul (1996). Anarchist Voices: An Oral History of Anarchism in America. Princeton: Princeton University Press. ISBN 978-0-691-04494-1.
- Avrich, Paul (2006) [1980]. The Modern School Movement: Anarchism and Education trong Hoa Kỳ. Oakland, Calif.: AK Press. ISBN 978-1-904859-09-3.
- Avrich, Paul; Avrich, Karen (2012). Sasha and Emma: The Anarchist Odyssey of Alexander Berkman and Emma Goldman. Cambridge, Mass.: Harvard University Press. ISBN 978-0-674-06598-7.
- Berkman, Alexander (1989) [1925]. The Bolshevik Myth (Diary 1920-1922). London: Pluto Press. ISBN 978-1-85305-032-9.
- Berkman, Alexander (1992). Fellner, Gene (biên tập). Life of an Anarchist: The Alexander Berkman Reader. New York: Four Walls Eight Windows. ISBN 978-0-941423-78-6.
- Berkman, Alexander (1970) [1912]. Prison Memoirs of an Anarchist. Pittsburgh: Frontier Press. OCLC 174929.
- Brody, Miriam (2011). "Introduction". Trong Berkman, Alexander; Bauer, Henry; Nold, Carl (biên tập). Prison Blossoms: Anarchist Voices from the American Past. Cambridge, Mass.: Harvard University Press. ISBN 978-0-674-05056-3.
- Falk, Candace (1990). Love, Anarchy, and Emma Goldman (ấn bản thứ 2). New Brunswick, N.J.: Rutgers University Press. ISBN 978-0-8135-1513-7.
- Glassgold, Peter (2001). "Introduction: The Life and Death of Mother Earth". Trong Glassgold, Peter (biên tập). Anarchy! An Anthology of Emma Goldman's Mother Earth. Washington, D.C.: Counterpoint. ISBN 978-1-58243-040-9.
- Goldman, Emma (1970) [1931]. Living My Life. New York: Dover Publications. ISBN 978-0-486-22543-2.
- Goldman, Emma (2003) [1937]. "Preface". Trong Berkman, Alexander (biên tập). What Is Anarchism?. Oakland, Calif.: AK Press. ISBN 978-1-902593-70-8.
- Newell, Peter E. (1977). "Alexander Berkman: An Introduction". Trong Berkman, Alexander (biên tập). ABC of Anarchism. London: Freedom Press. OCLC 234101587.
- Pateman, Barry (2003). "Introduction". Trong Berkman, Alexander (biên tập). What Is Anarchism?. Oakland, Calif.: AK Press. ISBN 978-1-902593-70-8.
- Trial and Speeches of Alexander Berkman and Emma Goldman trong [[Hoa Kỳ]]District Court, in the City of New York, July, 1917. New York: Mother Earth Publishing Association. 1917. OCLC 808946. {{Chú thích sách}}: Tựa đề URL chứa liên kết wiki (trợ giúp)
- Walter, Nicolas (1989). "Introduction". Trong Berkman, Alexander (biên tập). The Bolshevik Myth (Diary 1920-1922). London: Pluto Press. ISBN 978-1-85305-032-9.
- Weinberger, Harry (1920). "The Emma Goldman and Alexander Berkman Case". The American Labor Year Book. Quyển III. New York: Rand School of Social Science. tr. 105–107. OCLC 149637799.
- Wenzer, Kenneth C. (1996). Anarchists Adrift: Emma Goldman and Alexander Berkman. St. James, N.Y.: Brandywine Press. ISBN 978-1-881089-56-8.
- Wexler, Alice (1984). Emma Goldman in America. Boston: Beacon Press. ISBN 978-0-8070-7003-1.
- Wexler, Alice (1989). Emma Goldman in Exile. Boston: Beacon Press. ISBN 978-0-8070-7004-8.
- Zinn, Howard (2003) [1980]. A People's History of the United States: 1492–Present. New York: HarperCollins. ISBN 978-0-06-052842-3.